# 浅草文庫
浅草文庫（あさくさぶんこ）とは、徳川幕府の学問所と将軍の紅葉山文庫の書籍を蔵書とした、明治初期に東京で開設された明治期の公立図書館。浅草文庫と称した文庫は江戸時代から5回あるが、官立は明治7年から14年までの7年間、浅草区浅草御蔵前片町に所在したもののみである。
明治政府は旧幕府から接収した書籍類を太政官や各大学へ分割して引き継いだが、文部省博物館（本省機構かつ展示施設、現東京国立博物館）はこれらを1か所にまとめて公衆の閲覧に供することとし、1872年（明治5年）に日本最初の近代的公立図書館として「書籍館」（しょじゃくかん、図書館の古称）を湯島聖堂（大成殿）に開設した。蔵書の内訳は次のとおり（原所蔵元（引継元））。
- 紅葉山文庫本（太政官府）
- 昌平坂学問所本（大学）
- 医学館本（大学東校）
- 蕃書調所本（大学南校）

1874年（明治7年）になり明治政府は書籍館閲覧室となっていた大成殿大講堂を会議場として利用するため、当時は太政官博覧会事務局管轄下となっていた書籍館を閉鎖し、蔵書を浅草蔵前の旧浅草御蔵の米蔵に移した。そして同地に閲覧所を新築し翌1875年（明治8年）に開館した。
同年に文部省は改めて湯島聖堂に図書館「東京書籍館」を開設したので、開館時には博物館とともに内務省管轄となっていた同施設は、明治新時代の事物である書籍館・図書館の名を冠さない「浅草文庫」と称した。浅草文庫は博物館の付属施設であったため、博物館の古書画も保管し、これらの閲覧もできた。
1881年（明治14年）、上野公園に新築された博物館構内の「書籍借覧場」に移転し、蔵前の閲覧所は閉鎖されて建物は東京職工学校（東京工業大学の前身）に引き継がれ、浅草文庫は幕を閉じた。蔵書の大部分は古典籍・古文書として現東京国立博物館にまで引き継がれたが、一部は内務省本省を経て内閣文庫の中核となり、現在は国立公文書館に保存されている。